# Karya Mulya (Megang Sakti)
Karya Mulya is een bestuurslaag in het regentschap Musi Rawas van de provincie Zuid-Sumatra, Indonesië. Karya Mulya telt 1340 inwoners (volkstelling 2010).